# Pauropus furcifer
Pauropus furcifer är en mångfotingart som beskrevs av Filippo Silvestri 1902. Pauropus furcifer ingår i släktet grovfåfotingar, och familjen fåfotingar. Inga underarter finns listade i Catalogue of Life.